# Poliomyélite
Pour le cadre juridique français, voir Poliomyélite reconnue comme maladie professionnelle.
 Mise en garde médicale
La poliomyélite, également appelée paralysie spinale infantile ou plus familièrement polio, est une maladie infectieuse aiguë et contagieuse spécifiquement humaine causée par le poliovirus. L'infection, transmise par voie digestive, est le plus souvent asymptomatique ou s'exprime par des symptômes le plus souvent bénins et non spécifiques. La poliomyélite antérieure aigüe proprement dite est l'atteinte de la moelle spinale. Elle peut entraîner une paralysie touchant le plus souvent les membres inférieurs et pouvant atteindre l'appareil respiratoire. Dans le premier cas, le pronostic est fonctionnel avec risque de séquelles paralytiques ; dans le deuxième cas, le pronostic peut être vital avec risque d'arrêt respiratoire. Dans tous les cas, le traitement est symptomatique, la médecine ne reconnaissant pas de traitement curatif.
Heine et Medin l'étudient et la décrivent au XIXe siècle. Des années 1880 jusqu'à la seconde moitié du XXe siècle, la maladie sévit dans le monde entier sur un mode épidémique et handicape ou tue plusieurs millions de personnes. Les progrès de l'hygiène et surtout la vaccination font considérablement reculer son incidence. Les travaux de Salk dans les années 1950, puis de Sabin, mènent à la création de deux vaccins efficaces, le premier injectable et le second oral, permettant ainsi de combattre la maladie.
Depuis 1988, l'éradication de la poliomyélite fait l'objet d'une initiative mondiale sous l'égide de l'Organisation mondiale de la santé, de l'Unicef et du Rotary International. Ce programme a ainsi permis de faire passer l'incidence annuelle de 350 000 cas par virus sauvage en 1988 à 37 cas en 2016, avec une maladie qui reste endémique dans seulement deux pays : le Pakistan et l'Afghanistan. Depuis 2017, le nombre de cas par virus dérivé du vaccin oral est plus élevé que le nombre de cas par virus sauvage.

## Histoire

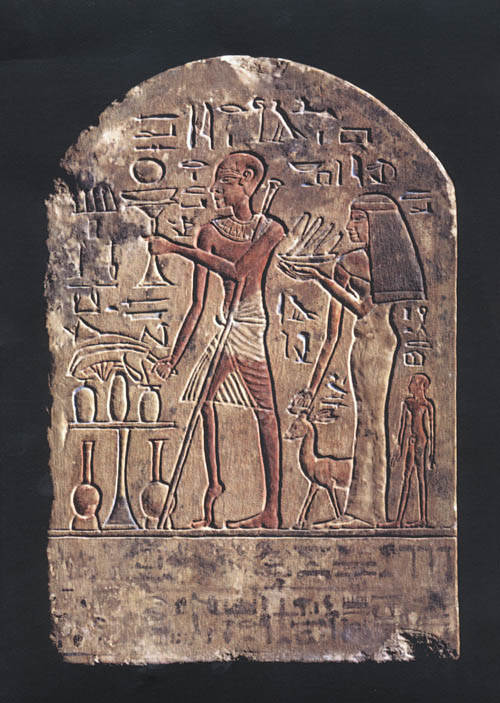
Stèle égyptienne représentant une victime de poliomyélite, (1403-1365 av. J.-C.).

Bien que les premières épidémies de poliomyélite n'aient été identifiées qu'au XXe siècle, le poliovirus est probablement pathogène pour l'humain depuis plusieurs millénaires. Il est difficile cependant de dater les grandes épidémies d'avant le XXe siècle, l'obligation officielle de notifier les cas de poliomyélite, dans chaque pays, n'ayant été prise qu'au début du vingtième siècle (d'abord en Suède et en Norvège en 1905, puis aux États-Unis en 1909, en Grande-Bretagne en 1911 et en France par le décret du 28 septembre 1916).
Jusqu'au XIXe siècle, le poliovirus est un agent endémique et quiescent ; à partir de 1910, les épidémies deviennent régulières dans tout le monde industrialisé, principalement dans les villes et durant les mois d'été. Conjointement au progrès des savoirs, cette évolution de la maladie, avec ses crises épidémiques parfois dramatiques, conditionne la connaissance que les médecins — et la population — ont pu en avoir.

## De l'Antiquité à la découverte d'un virus
Certaines gravures de l'Égypte antique représentent des personnages handicapés moteurs avec certaines caractéristiques de la poliomyélite (adultes aux membres amyotrophiés, enfants marchant à l'aide de cannes) et des égyptologues anglais ont, dans les années 1960, reconnu des traces de poliomyélite sur un squelette datant de 3400 av. J.-C.. Dans ce que la tradition impute à Hippocrate d'abord et à Galien ensuite, on trouve quelques mentions de paralysies qui peuvent évoquer la poliomyélite.
Si les médecins Michael Underwood en 1784, puis Giovanni Battista Monteggia en 1813, sont crédités des premières descriptions de la poliomyélite (affection caractérisée par une période fébrile de quelques jours, suivie par une paralysie des jambes), ce n'est qu'à partir des années 1860 que les médecins commencent à décrire les dommages spécifiques causés à la moelle spinale par la maladie. Celle-ci ne se voit baptisée de son nom scientifique de « poliomyélite » — du grec πολιός / poliós, « gris », et µυελός / muelós, « moelle », avec le suffixe -ite, « inflammation », qui signifie donc « inflammation de la substance grise de la moelle épinière » — qu’en 1874 (l'expression poliomyelitis anterior acuta est d'Adolphe Kussmaul). Jusqu'alors les symptômes de la poliomyélite avaient été décrits successivement, au début du XIXe siècle, sous les noms de « paralysie dentaire », « paralysie spinale infantile », « paralysie essentielle de l'enfant », « paralysie régressive », « myélite des cornes antérieures », « téphromyélite » (du grec tephros, « cendre grise ») et « paralysie du matin ».
C'est à Jakob Heine que l'on doit la première description précise, quoiqu'incomplète, de la maladie exposée dans son ouvrage de 1840 Beobachtungen über Lähmungszustände... Il n'introduit toutefois le terme de Spinale Kinderlähmung que dans la seconde édition publiée en 1860 sous le titre Spinale Kinderlähmung. Monograph. Cet orthopédiste allemand crée l'entité clinique qu'il distingue clairement de la paralysie cérébrale infantile, et de l'hémiplégie. Il émet l'hypothèse du caractère épidémique de la maladie et suggère la localisation des lésions dans la corne antérieure de la moelle spinale.
Cette dernière hypothèse, également émise par Guillaume Duchenne de Boulogne dans De l'électrisation, est confirmée par les autopsies pratiquées par Victor André Cornil en 1863 et par son élève Jean-Martin Charcot en 1870, qui y trouvent effectivement des altérations histologiques. Il semble qu'avant Duchenne, la localisation des lésions dans les cornes antérieures ait été acceptée concernant les paralysies spinales de l'enfant ; l'originalité de Duchenne est de suggérer une semblable localisation pour la paralysie spinale de l'adulte.
À l'automne 1881, le médecin suédois Nils August Bergenholtz diagnostique treize cas de poliomyélite antérieure aiguë et en suggère le caractère épidémique. N'ayant pas été publiée, cette observation est restée inaperçue de ses contemporains. En 1885, le neurologue allemand Adolf Strümpell décrit une maladie — la paraplégie spastique familiale — qu'il prend alors pour une forme cérébrale de la poliomyélite.
En 1887, un pédiatre suédois expérimenté, Karl Oskar Medin, qui n'a jusqu'alors rencontré que des cas isolés de poliomyélite, fait face d'un coup à 44 cas à la polyclinique de Stockholm. Ses observations attentives lui permettent d'établir que la paralysie qui définit jusqu'alors la maladie, est en fait la deuxième phase d'un processus signalé d'abord par de la fièvre, des maux de tête et des malaises. Il établit aussi que la maladie peut se limiter à cette première phase. Enfin Medin est aussi le premier à signaler le caractère épidémique de la maladie. Il publie ses travaux en 1890, année même où il acquiert une reconnaissance internationale lors du 10e Congrès médical international de Berlin.
Sur la base d'observations méthodiques faites pendant l'épidémie de 1905 en Suède (qui a fait 1 031 victimes), le docteur Ivar Wickman apporte des preuves épidémiologiques de la contagiosité signalée précédemment par Oskar Medin. Enquêtant sur plus de 1 000 cas, visitant les domiciles de plus de 300 patients, cherchant auprès des médecins des informations précises sur les autres, il conclut que la poliomyélite est souvent transmise par des personnes apparemment en bonne santé mais atteintes de façon mineure par la maladie, ce que Wickman appellera « poliomyélite abortive ». Sur ce point, l'originalité de Wickman n'est pas tant de signaler ces cas bénins, que de souligner leur grande occurrence et leur rôle dans la propagation de la maladie. Par ailleurs, Wickman établit différents temps d'incubation de la maladie et en relève aussi la saisonnalité marquée. Il s'étonne également de ce qu'elle ne touche pas que des enfants : 21,4 % des patients ont plus de 14 ans. Enfin, c'est lui qui la nomme « maladie de Heine-Medin ». Ses travaux conduisent la Suède à rendre obligatoire la déclaration des cas de poliomyélite ; l'épidémie de 1911-1913 donne aux chercheurs l'occasion de confirmer ses travaux, ce qui lui apporte une reconnaissance internationale.

## Maîtrise des souches virales
La preuve définitive du caractère infectieux de la maladie est toutefois apportée par Karl Landsteiner et Erwin Popper en 1908,. Landsteiner injecte un extrait de la moelle spinale d'un jeune garçon décédé de poliomyélite à des rats, des cobayes, des souris ainsi qu'à deux singes : les singes — et seulement eux — sont rapidement paralysés ; à l'examen microscopique, leur moelle spinale présente le même aspect que celle d'enfants décédés de poliomyélite.
Lors de ces expériences, Landsteiner et Popper ne réussissent toutefois pas à démontrer le caractère contagieux ; ils ne peuvent pas transmettre la maladie de singe à singe. Cette transmission est réalisée en 1909 par plusieurs équipes : Römer, Flexner et Lewis, Leiner et von Wiesner, enfin Landsteiner et Levaditi (Landsteiner ayant rallié provisoirement l'Institut Pasteur pour profiter de son animalerie). La nature de l'agent infectieux ne peut être établie. N'ayant pu mettre en évidence aucun agent bactérien, Flexner et Lewis concluent qu'il doit s'agir de ce qui est alors appelé un virus filtrant (la nature bactérienne de l'agent a eu ses défenseurs au moins jusqu'en 1952,). Malgré ces découvertes, aux États-Unis la grande presse continuera encore à affirmer pendant des années que le germe de la poliomyélite n'a pas encore été découvert.
Sur la base d'expériences pratiquées sur des singes par Flexner et Lewis, mais aussi par Leiner et Von Wiesner, les deux équipes avancent en 1910 que le poliovirus accède au système nerveux central le long des voies nerveuses à partir de la muqueuse nasale. Une des raisons de cette conception erronée tient au fait que Flexner a conduit ses expériences sur une des rares espèces de singes à ne pouvoir être infectée que par des injections dans le système nerveux central. Par ailleurs, ainsi qu'on n'a pu le mettre en évidence qu'à la suite des découvertes d'Enders en 1949, les expériences réitérées de Flexner conduisent à une sélection des souches virales qui ne peuvent plus se développer que sur des tissus d'origine nerveuse et n'induisent donc qu'une faible virémie. Dominante jusque dans les années 1930, cette conception d'un neurotropisme exclusif du poliovirus, ainsi que de son entrée par la voie nasale occulte les résultats d'expériences qui ne rentrent pas dans son cadre explicatif.
C'est ce qui est arrivé aux travaux du Suédois Carl Kling (en collaboration avec Wilhelm Wernstedt et Alfred Pettersson) : prolongeant l'expérience de Lansteiner de 1909, il peut montrer que l'injection d'extraits de tissus de la gorge, du larynx ou des intestins provenant d'adolescents décédés de poliomyélite produit également une paralysie chez les singes. Il en conclut que la contamination peut se faire par un virus présent dans la salive ou les intestins des personnes atteintes : c'est la théorie de la voie intestinale (infection féco-orale). Par ailleurs, Kling peut confirmer de manière expérimentale ce que Wickman a conclu de ses observations, à savoir que des personnes ne présentant aucun symptôme peuvent héberger le virus dans leur gorge ou leur intestin. Quand Kling et son équipe présentent leurs travaux à une conférence à Washington en 1912, Flexner, directeur du Rockfeller Institute for Medical Research, alors le pôle principal de recherche sur la poliomyélite, ne leur accorde aucune crédibilité. N'ayant pu aboutir aux résultats présentés par les Suédois après avoir repris leurs expériences, les chercheurs américains se détournent longtemps de la théorie de la voie intestinale. Il faut attendre les travaux de Trask et de Paul de l'université Yale et surtout ceux d'Albert Sabin et de Robert Ward en 1941 pour que s'impose définitivement l'importance de la voie intestinale ; toutefois dès les années 1920 en Suède, les vues de Flexner s'accommodent de celles de Kling, fût-ce de façon marginale.
Les travaux de Kling ont sans doute souffert d'arriver aux États-Unis au moment où les chercheurs américains, dans le sillage des travaux de Milton Rosenau et bientôt sous la pression de devoir agir à cause d'épidémies de poliomyélite en 1916, sont enclins à voir dans la mouche des étables le vecteur de la maladie.
Au même moment Simon Flexner découvre des « substances germicides », appelées aujourd'hui « anticorps ». Ayant d'abord extrait du sang de singes convalescents un sérum, puis en avoir injecté à d'autres singes en même temps que de la moelle infectée, il constate que ses sujets d'expérience ne manifestent aucune paralysie. Arnold Netter a fait une découverte semblable en 1909-1910 avec Constantin Levaditi. En 1915, il s'implique dans la promotion de ce sérum (issu de convalescents, humains ou simiens) qui sera largement utilisé lors de la sérieuse épidémie de 1916 aux États-Unis. Faute tant d'évaluations que de traitements alternatifs, cette sérothérapie sera utilisée jusqu'en 1935 aux États-Unis, jusqu'en 1940 au Canada.
Entre 1928 et 1931, Pierre Lépine démontre la survivance du virus de la poliomyélite dans les milieux extérieurs et, en particulier dans l'eau, la transmission du virus par la voie digestive au singe, l'action du chlore sur le virus. En 1929 dans le cadre de l’Office international d’hygiène publique, Carl Kling et Constantin Levaditi montrent sur la base d'études épidémiologiques menées en Saxe et en Roumanie, que la majorité des cas de poliomyélite ont lieu dans le voisinage de cours d'eau : c'est l’hypothèse hydrique.
En 1931, comparant la souche Rockefeller MV avec une souche locale isolée à Melbourne, Frank Macfarlane Burnet et Jean MacNamara montrent qu'il existe au moins deux souches de virus,. Provenant de chercheurs inconnus situés sur un continent éloigné, ces résultats sont accueillis avec beaucoup de scepticisme. Leur importance sera reconnue par Hammon, Francis et Rivers, à la lumière de l'échec des vaccins de 1935.
Dans les années 1934 et 1935 apparaissent deux vaccins américains rivaux et indépendants : l’un de type « inactivé » mis au point par le docteur Maurice Brodie, l’autre étant une version « atténuée » élaborée par le docteur John Kolmer. Leur utilisation à la hâte dans certaines parties des États-Unis se révèle inefficace, voire, dans certains cas, fatale. Pendant les vingt années qui suivent cette expérience infructueuse, les chercheurs hésitent à créer ou tester un autre vaccin. C'est à cette période que le docteur Claus W. Jungeblut propose un traitement préventif et curatif par la vitamine C. Albert Sabin — déjà une autorité à l'époque — ne peut obtenir les mêmes résultats et l'idée est alors abandonnée. De la même façon, à la même époque, divers traitements par instillation nasale sont proposés et évalués, qui sont rejetés une fois leur inefficacité et leur nocivité établies.
En 1939 Charles Armstrong réussit à multiplier la souche Lansing dans le corps de souris, ce qui facilite la recherche. Max Theiler, mais aussi Maurice Brodie semblent y être parvenus précédemment sans que cela soit relevé à l'époque. En 1941, une équipe de l'hôpital Johns-Hopkins à Baltimore précise le cycle du virus dans le corps humain. Elle montre notamment que le virus doit pénétrer dans le sang avant de pouvoir accéder à la moelle spinale. Cette découverte ouvre des perspectives pour un futur vaccin : si l'on arrivait à induire des anticorps dans le sang, alors le virus pourrait être neutralisé avant de provoquer des atteintes bulbaires.
En 1945, les médecins s'interrogent encore sur l'éventualité de réservoirs animaux du virus autres que les singes, par exemple les chiens,. Dans un autre ordre d'idées, en 1946, Thomas Francis rappelle que les populations afro-américaines ne sont pas moins exposées à la poliomyélite ainsi que l'opinion commune semble le croire,.
En 1949, au moment même où deux spécialistes éminents de la poliomyélite, Sir MacFarland Burnet et William Hammon, expriment leur pessimisme quant aux perspectives de contrôle de la maladie, trois Américains font une découverte majeure. Dans un court article paru dans la revue Science du 28 janvier 1949, Enders, Weller et Robbins, font savoir qu'ils sont parvenus à cultiver le virus poliomyélitique (souche Lansing) sur des cellules embryonnaires humaines, sur des prépuces, des reins humains puis des reins de singes,. Cette découverte, dont l'importance n'est pas immédiatement perçue par tous les chercheurs, va rapidement donner un nouvel élan à la recherche. Dorénavant les chercheurs peuvent disposer de grandes quantités de virus à moindre frais : jusqu'alors, en dépit de la découverte d'Armstrong d'une part, et de la publication de Sabin et Olitsky de 1936 de l'autre, le virus n'est multiplié qu'in vivo, et sur des singes. (Constantin Levaditi a pourtant montré dès 1913 qu'il est possible de cultiver le virus sur des cellules d'origine non nerveuses). Dans l'éventualité de la mise au point d'un vaccin c'est aussi une garantie de sécurité. On connaît en effet les risques de paralysie et de mort (0,4 % des inoculés) attachés au vaccin antirabique de Pasteur : en cultivant le virus destiné au vaccin sur des cellules autres que d'origine nerveuse, on peut s'affranchir de ce risque.
Dans le cadre de leurs travaux, Enders, Weller et Robbins ont aussi montré le moyen de détecter et mesurer facilement la multiplication effective de l'invisible virus de la poliomyélite : les cellules tissulaires dans les tubes à essais inoculés sont visiblement de plus en plus détruites avec le temps (jusqu'alors la présence du virus n'est avérée que lorsqu'un singe a été paralysé à la suite d'une injection). Ces découvertes leur vaudront le prix Nobel de physiologie ou médecine en 1954,. Peu de temps après, en 1952, les laboratoires Lederle font savoir que deux de leurs équipes ont réussi à cultiver un des virus de la poliomyélite (souche MEFI) sur des embryons de poulet.
En 1949 toujours, Bodian, Morgan et Howe établissent que quatorze souches différentes de poliovirus se ramènent à trois sérotypes. En 1951, un comité de la National Foundation for Infantile Paralysis précisera que toutes les souches se regroupent en trois sérotypes seulement.
La découverte par Gibert Dalldorf et Graces Sickles en 1948 d'un virus différent du poliovirus, mais pouvant provoquer des paralysies semblables, a brièvement semé le trouble dans la communauté des chercheurs. Ce trouble a rapidement été dissipé par la mise au point et la diffusion des vaccins Salk et Sabin. Au Japon, dans les années 1960 apparut une maladie présentant des symptômes semblables à ceux de la poliomyélite et qui recevra son nom officiel en 1964 : « Subacute myelo-optic neuropathy » (SMON) ; l'origine virale, d'abord activement recherchée, a été récusée : c'est un médicament, le Clioquinol, qui a été désigné comme la cause de cette maladie qui a fait 11 007 victimes.

## L'ère des vaccins

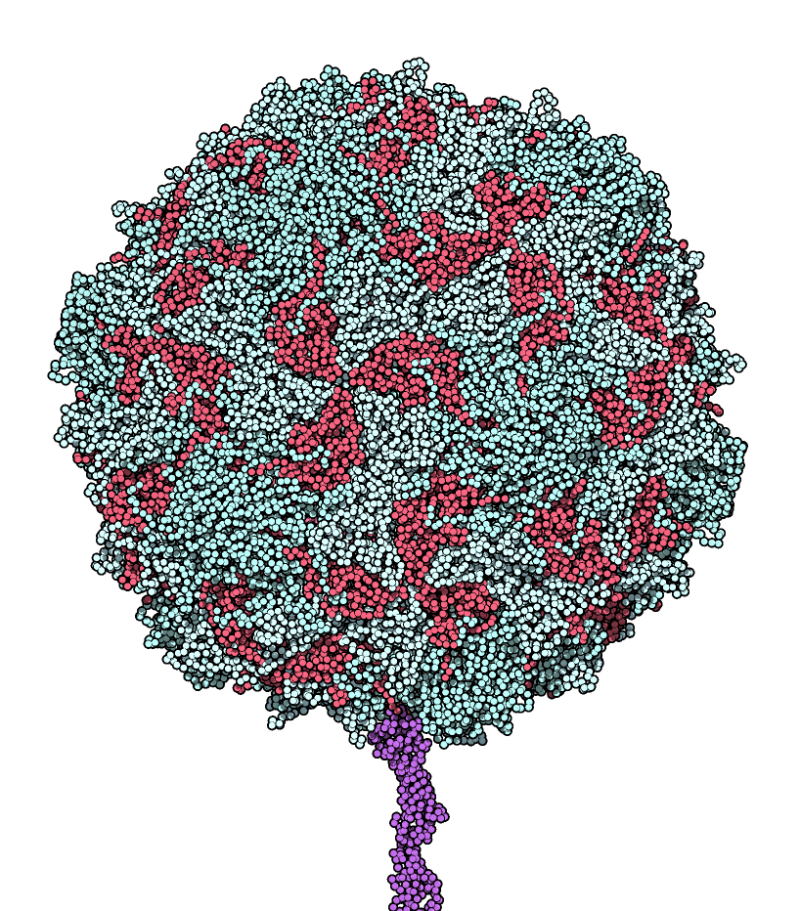
Schéma du poliovirus sérotype 1 (Mahoney).

Très tôt, on a essayé de mettre au point un vaccin. En 1913, Römer et Flexner s'inspirent du vaccin antirabique de Pasteur ; puis Maurice Brodie et John Kolmer, Jungeblut et Sanders et Alexandre Jezierski, ainsi que Blanc et Martin en 1950. Différentes modalités de sérovaccination sont même envisagées. Ce n'est que dans les années 1950 que les conditions scientifiques, techniques, mais aussi financières sont réunies pour la réalisation de vaccins suffisamment sûrs et efficaces : celui de Salk d'abord, suivi en France par celui de Lépine, puis celui de Sabin (précédé par celui de Koprowski et concurrent de celui de Cox).

### Premiers essais
En 1948, Isabel Morgan démontre sur des singes l'efficacité d'un vaccin inactivé, ce qui revêt une grande importance théorique. En effet, le consensus scientifique de l'époque veut que, pour ce qui est de la poliomyélite, seul un vaccin vivant est capable de conférer une immunité.
Les 17 et 27 février 1950, Hilary Koprowski, assisté de Jervis et de Norton, inocule avec succès un vaccin vivant atténué (souche TN) à quelques enfants,. En 1951, lors d'un congrès, ses résultats sont reçus avec incrédulité. Ils attirent cependant l'attention de Sabin, dont les travaux seront soulignés plus tard. Sur le territoire américain, Koprowski poursuit ses essais de 1952 à 1955.
En 1952 Dorothy Hortsmann de l'université Yale met en évidence la présence du virus dans le sang, ce que confirmera David Bodian à l'hôpital Johns-Hopkins.
Le 21 octobre 1952, le docteur Howard Howe de l'université Johns-Hopkins fait état d'un essai de vaccin trivalent à virus inactivé au formaldéhyde pratiqué sur six enfants handicapés, cinq autres enfants servant de contrôle. Les enfants n'ont pas été soumis au virus : on mesure leur taux d'anticorps à la suite de l'inoculation des souches vaccinales,.

### Le vaccin injectable
Fin 1952, utilisant le milieu 199 de Hanks fourni par Connaught et après se l'être injecté à lui-même et à sa famille, Salk administre le vaccin aux résidents d’une institution pour enfants infirmes,. Il conduit un autre essai dans une école de Pennsylvanie ; à l'automne 1953, Salk teste son vaccin sur 600 personnes dans la région de Pittsburgh. La même année, il publie les résultats de ces essais, ce qui lui vaut des critiques car il utilise un virus inactivé, méthode jugée inefficace.
La National Foundation for Infantile Paralysis demande aux laboratoires de lui fournir la quantité de fluide viral nécessaire pour conduire un essai sur le terrain en double aveugle sans précédent aux États-Unis, qui doit commencer le 26 avril 1954. L’essai est l’une des plus vastes expériences médicales de l’histoire. Il implique en effet le suivi détaillé de près de 1 800 000 enfants de 5 à 8 ans qui, ayant reçu soit le Milieu 199 comme placebo soit le vrai vaccin, doivent être observés pour voir s’ils contractent ou non la poliomyélite. Le 12 avril 1955, l'annonce du succès de l'expérience est un énorme évènement médiatique. Les fabricants américains lancent en hâte leur vaccin pour répondre à la demande, dans le cadre de la Poliomyelitis Vaccination Assistance Act.
Le 25 avril 1955, c'est l'« incident de Cutter ». En Californie, les laboratoires Cutter, un des laboratoires retenus pour diffuser le vaccin Salk commencent à distribuer celui-ci presque immédiatement après l'annonce du succès du test. Quelques jours plus tard, des enfants tombent malades. Il s’avérera après analyse que certains lots contenaient encore des virus vivants. Le 27 avril, le Surgeon General des États-Unis fait retirer tous les vaccins de Cutter du marché et le 8 mai, après le lancement d'une vaste enquête, tout le programme de vaccination aux États-Unis est interrompu par crainte d'un défaut plus large impliquant tous les vaccins. L'incident de Cutter contaminera 220 000 personnes, dont 70 000 malades, 164 paralysies sévères et 10 décès. Certains lots Salk produits par la société Wyeth générèrent également quelques cas de poliomyélite.
Entre 1955 et 1963, des millions de personnes sont exposées au virus simien 40 présent dans les vaccins antipoliomyélitiques. Découvert en 1960, ce virus oncogène (qui induit le cancer) puissant, sera éliminé des vaccins antipoliomyélitiques. Les conséquences de cette contamination sont, en 2000, encore discutées.
En Afrique du Sud, James Gear produit un vaccin de type Salk qu'il inocule à 15 000 enfants en 1955.

### Le vaccin oral
En 1956, Albert Sabin inocule son vaccin à 9 000 singes, 150 chimpanzés, ainsi qu'à 133 jeunes adultes dans une prison de l'Ohio. La même année, George Frederick Dick — connu pour avoir travaillé sur le vaccin atténué contre la fièvre jaune — invite Hilary Koprowski à conduire un vaste essai en Irlande. Dick interrompt l'essai après avoir constaté que la souche vaccinale atténuée a regagné de sa virulence.
En 1957, Salk et Pierre Lépine publient à quelques semaines d'intervalle les résultats de leurs travaux. Pour prévenir tout risque d'infection, Lépine — qui utilise une souche différente — a procédé à une double inactivation du virus, d'abord par le formol, puis par adjonction de bêta-propiolactone. En juillet 1957, l'Organisation mondiale de la santé (OMS) appelle à l'organisation d'essais à grande échelle pour les vaccins atténués qui respecteraient six critères de sécurité. C'est dans le prolongement de cette déclaration que le vaccin oral d'Albert Sabin est testé à partir de 1957 sous l'égide de l'OMS en dehors des États-Unis sur 80 millions de personnes (Russie, Pays-Bas, Mexique, Chili, Suède et Japon). Le 18 août 1958, Hilary Koprowski lance une vaste campagne de vaccination au Congo belge, qui se prolongera jusqu'en 1960,,. De 1958 à 1960, il vaccine également 40 000 enfants en Allemagne et plus de 7 millions en Pologne (CHAT (sérotype 1) ou W-Fox (sérotype 3)) ; de 1960 à 1961, des essais ont lieu en Suisse et en 1961 en Croatie. Les essais conduits par Cox en Floride et à Berlin montrant que des souches vaccinales redeviennent virulentes, les laboratoires Lederle abandonnent les recherches avec les souches utilisées par Cox.
En 1959, le comité spécial, créé un an auparavant par les National Institutes of Health afin d'évaluer les souches destinées au vaccin oral, établit la supériorité des souches de Sabin sur celles de Koprowski et de Cox (et sur celles cultivées à l'université Yale), ce qui conduit le Surgeon General à en recommander l'usage,. Le 24 avril 1960, c'est le Sabin Sunday (« Dimanche de Sabin »), premier test massif du vaccin Sabin aux États-Unis. Le vaccin oral monovalent de type 1 (MOPV1) et celui de type 2 (MOPV2) sont autorisés en 1961 aux États-Unis, le MOPV3 l'est en 1962.
En mai 1962, le Congrès des États-Unis examine un projet visant à édifier le cadre de futures campagnes de vaccinations massives (US Congressional Hearings HR 10541). À l'occasion d'auditions menées à cet effet, le Congrès prend connaissance notamment de la position critique du Dr Bernard Greenberg qui signale l'existence de différents biais statistiques ayant conduit à surestimer l'effet des premières vaccinations antipoliomyélitiques – avec le vaccin Salk – qu'il juge responsables au contraire d'une augmentation des cas de poliomyélite. La loi est cependant adoptée la même année sous le nom de Vaccination Assistance Act PL 87-868. Elle débloque des fonds fédéraux pour l'achat de vaccins et pour l'établissement de statistiques.
En 1963, le vaccin oral Sabin trivalent (tOPV) obtient son autorisation. Le recours au vaccin Salk diminue rapidement pour ne représenter que 2 % des vaccins antipoliomyélitiques utilisés annuellement aux États-Unis. En France, la vaccination devient obligatoire, et par conséquent gratuite, en 1964. Elle a été introduite dans le calendrier vaccinal français en 1958 (Salk), puis en 1962 (Sabin).
Vingt ans plus tard, en 1987, le « vaccin Salk amélioré » (« enhanced-potency IPV ») obtient son autorisation aux États-Unis ; il a été mis au point en 1978 selon le procédé de culture sur cellules diploïdes humaines,. En 1997, l'Advisory Committee on Immunization Practices (ACIP) recommande l'usage du vaccin inactivé pour les deux premières injections, les deux autres étant pratiquées avec un vaccin oral. Le 17 juin 1999, l'ACIP ne recommande plus que le seul vaccin inactivé.
Dans les années 2000, suivant une hypothèse posée dans les années 1990, le journaliste Edward Hooper postule que l'origine du sida se trouve dans les campagnes de vaccination antipoliomyélitiques menées par Koprowski au Congo belge à la fin des années 1950, mais son hypothèse est rejetée par des spécialistes,.

## Les traitements
En 1948, le docteur Fred R. Klenner met au point une approche curative basée sur l'injection de doses massives (plusieurs dizaines de grammes par jour) de vitamine C. Sur 60 malades lors de l'épidémie de 1948 en Caroline du Nord, tous guérissent sans séquelles en 3 à 5 jours. Il fait connaitre sa méthode lors de la session annuelle de l'Association médicale américaine et publiera ultérieurement des articles, sur le sujet, mais le manque d'intérêt de la part de la presse scientifique et des spécialistes faisant autorité dans le domaine à une époque où tout le monde pensait plutôt à la possibilité d'une vaccination, fait qu'il est peu suivi et sa méthode tombe dans l'oubli.
À la même époque, un traitement par le chlorure de magnésium est proposé par le Dr Auguste Neveu en se basant sur les travaux du Dr Pierre Delbet ; il revendique également des cas de guérisons.

### Sérothérapie
En 1950, William Hammon purifie des gamma globulines à partir du plasma sanguin de patients guéris de la poliomyélite. Il propose l'injection de sérum anti-poliomyélitique pour prévenir la maladie et réduire la sévérité des symptômes chez les patients atteints. Un grand essai clinique donne des résultats encourageants, laissant supposer que les gamma globulines anti-poliomyélitiques peuvent prévenir la survenue d'une poliomyélite paralytique dans environ 80 % des cas. Cependant l'immunisation passive par sérothérapie s'avère impossible à mettre en œuvre à grande échelle, principalement en raison de la quantité insuffisante de sérum disponible. La recherche se détourne alors de cette stratégie et se focalise sur la mise au point d'un vaccin.

### Essor de certains traitements

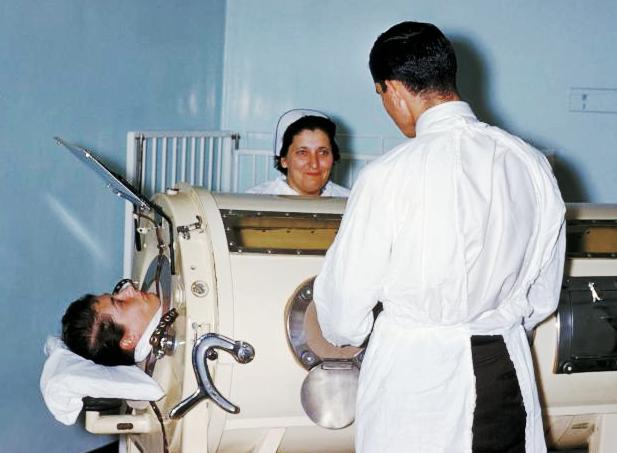
Patient souffrant de la poliomyélite placé dans un respirateur artificiel à pression négative (poumon d'acier).

Historiquement, les atteintes les plus sévères ont demandé le recours à la ventilation non invasive à pression négative, plus communément appelée « poumon d'acier » ; cette méthode a permis à des milliers de patients d'être ventilés de façon acceptable dans l'attente de la récupération d'une autonomie respiratoire (généralement au bout d'une à deux semaines dans les meilleurs cas). Lors de la grande épidémie de poliomyélite au Danemark en 1952, le médecin anesthésiste danois Björn Ibsen a développé l'assistance respiratoire à long terme par ventilation invasive à pression positive (d'abord) manuelle à l'aide d'un insufflateur. Le taux de mortalité des patients est passé de 87 % à environ 25 % en l'espace de quelques semaines. Depuis, les patients atteints de détresse respiratoire nécessitent une prise en charge réanimatoire et peuvent nécessiter l'assistance ventilatoire à domicile à l'aide de respirateurs artificiels portatifs.
Au-delà de son importante contribution à l'avancée du savoir médical et scientifique dans les domaines de la virologie et de l'immunologie, l'étude de la poliomyélite est aussi à l'origine d'avancées importantes dans le domaine de la rééducation dont profitent par exemple les personnes victimes de traumatisme crânien, d'accidents vasculaires cérébraux ou de maladies neurodégénératives. En France, dans le sillage de la création à Garches en 1949 du Centre national du traitement des séquelles de poliomyélite, aujourd'hui partie de l'hôpital Raymond-Poincaré, se sont développés l’hydrothérapie et la balnéothérapie, la kinésithérapie respiratoire ainsi que les transports médicalisés. La diffusion et l'amélioration des orthèses des membres et du rachis, l'établissement d'un savoir concernant l'évolutivité de la scoliose et des déformations rachidiennes, ainsi que la naissance de la chirurgie fonctionnelle sont aussi le fruit des efforts déployés à cette époque.

## Programme d'éradication

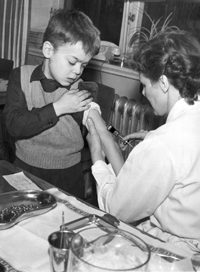
La vaccination avec le VPI débute en Suède en 1957.

En 1985, l'Organisation panaméricaine de la Santé (OPS), section régionale de l'Organisation mondiale de la Santé (OMS), décide d'éradiquer la poliomyélite des Amériques. En 1988, la quarante et unième Assemblée mondiale de la Santé, composée alors des délégués de 166 États membres, adopte une résolution visant l’éradication de la poliomyélite dans le monde. C’est ainsi que l’Initiative mondiale pour l’éradication de la poliomyélite (Global Polio Eradication Initiative) est née, sous la direction de l’OMS, de l’UNICEF, des Centers for Disease Control and Prevention des États-Unis (CDC) et du Rotary International. Ce programme est mis sur pied à la suite de la certification de l’éradication de la variole en 1980, des progrès accomplis au cours des années 1980 grâce aux opérations d’élimination du poliovirus dans les Amériques et de l’engagement pris par Rotary International de mobiliser des fonds pour protéger tous les enfants de cette maladie.
La surveillance de la poliomyélite s’effectue grâce à un réseau de laboratoires qui recherchent les poliovirus sauvages chez tous les enfants de moins de 15 ans atteints de paralysie flasque aigüe (PFA), le symptôme qui caractérise la maladie. La PFA pouvant être le symptôme d'autres maladies, des échantillons de selles doivent être rapidement prélevés et analysés en laboratoire pour confirmer la cause de la paralysie.
En 1992 est découvert un foyer de poliomyélite aux Pays-Bas, dans un groupe qui refuse la vaccination. Fin 1999, le nombre de cas a reculé de 95 % avec 7 094 nouveaux cas recensés pour 20 000 malades au total et le nombre de pays atteints est passé de 125 à 30.
Pour mettre en œuvre l’effort intensifié d’éradication de la poliomyélite en 2007-2008, le financement classique par les partenaires de l’aide au développement a été largement complété par des ressources intérieures des pays d’endémie restants. L'Inde, le Nigeria et le Pakistan annoncent des engagements dans la lutte contre le poliovirus. Le Rotary International et la Fondation Bill-et-Melinda-Gates annoncent en novembre 2007 un partenariat destiné à injecter 200 millions d'USD dans le programme. Le Rotary affirme que sa participation au programme, grâce à ce partenariat de financement, dépassera 1,2 milliard USD. Les cas sont essentiellement confinés géographiquement aux endroits où la couverture vaccinale est suboptimale (30 % d'enfants non vaccinés au Nigeria, les cas indiens étant limités également à une région réticente aux vaccinations). La présence de cas sporadiques chez des personnes dûment vaccinées soulève des questions.
L'OMS recommande un taux de 90 % de vaccination des populations, qui est atteint dans la plupart des pays riches. En 2009-2010 apparaît une forte recrudescence des cas au Tadjikistan (pays récemment certifié indemne de poliomyélite, devenu le premier pays à voir ressurgir la maladie, avec 75 % des cas de poliomyélite recensés dans le monde ; taux très supérieur à celui relevé en Inde et au Nigeria). Le taux de vaccination était au Tadjikistan d'environ 75 % mais diminue à la suite de doutes de la population sur la sécurité du vaccin, notamment portés par des courants religieux ou anti-gouvernementaux. L'OMS y encourage une campagne de vaccination et certains auteurs craignent une diffusion du virus vers d'autres régions du monde (en Ontario, le taux de vaccination est comparable à celui du Tadjikistan) alors même que le tourisme se développe dans certains pays à risque.
En 2012, la maladie est encore endémique dans trois pays, Nigeria, Pakistan et Afghanistan qui concentrent la quasi-totalité des cas.
Un premier cas de poliomyélite sur le territoire américain, a été détecté en juillet 2013 peu de temps après la découverte de cas à Londres et à Jérusalem. Des études génétiques suggèrent que les virus américains et israéliens ont été importés de Londres, trois régions du monde qu’on pensait débarrassées de la maladie.
En 2014, durant la période habituelle de faible circulation du virus, une dissémination a lieu dans plusieurs régions : Asie centrale, Moyen-Orient et Afrique centrale, et la circulation du virus concerne au total 10 pays. L'OMS estime que ce risque constitue une urgence de santé publique à portée internationale et publie des recommandations spécifiques,,.
En août 2020, l'OMS annonce l'éradication de la poliomyélite par le virus sauvage en Afrique, le Nigeria n'ayant plus connu de cas depuis quatre ans,. Seulement deux pays connaissent alors encore des cas de contamination par le virus sauvage : l'Afghanistan (29 cas) et le Pakistan (58 cas).
Toutefois, plus de 200 cas causés par un virus dérivé d’une souche vaccinale sont survenus en Afrique, en 2019-2020, dont ceux signalés au Soudan en août 2020.
L'OMS indique qu'à ce stade un budget de 19 milliards de USD a été engagé dans le programme d'éradication sur 30 ans. Cependant le 2 avril 2020, la direction de The Global Polio Eradication Initiative annonce la pause de ses activités de vaccination pour une durée de quelques mois, afin de mettre ses ressources en priorité à disposition de la lutte contre la Covid-19 dans les pays concernés. Seules les fonctions critiques de la lutte contre la polio sont maintenues, à savoir les moyens de surveillance et la gestion et conservation des vaccins. Certains considèrent d'ailleurs que cette quête de l'éradication a un coût démesuré et qu'elle s'effectue aux dépens d'autres opérations (amélioration sanitaire par exemple) qui apporteraient un meilleur bénéfice.
En septembre 2022, la propagation du virus a nécessité de déclarer l'état d'urgence au nord-ouest de New York, afin de freiner l'épidémie qui sévit depuis 2013.
En France, le 30 mars 2023, pour la diphtérie, le tétanos et la poliomyélite, la Haute Autorité de santé préconise que la vaccination DTP ne soit plus obligatoire pour les professionnels de santé mais fortement recommandée, sauf à Mayotte où elle devrait rester obligatoire. Le jour même le ministre de la Santé et de la Prévention annonce se conformer immédiatement à la préconisation.

## Physiopathologie

### Agent causal

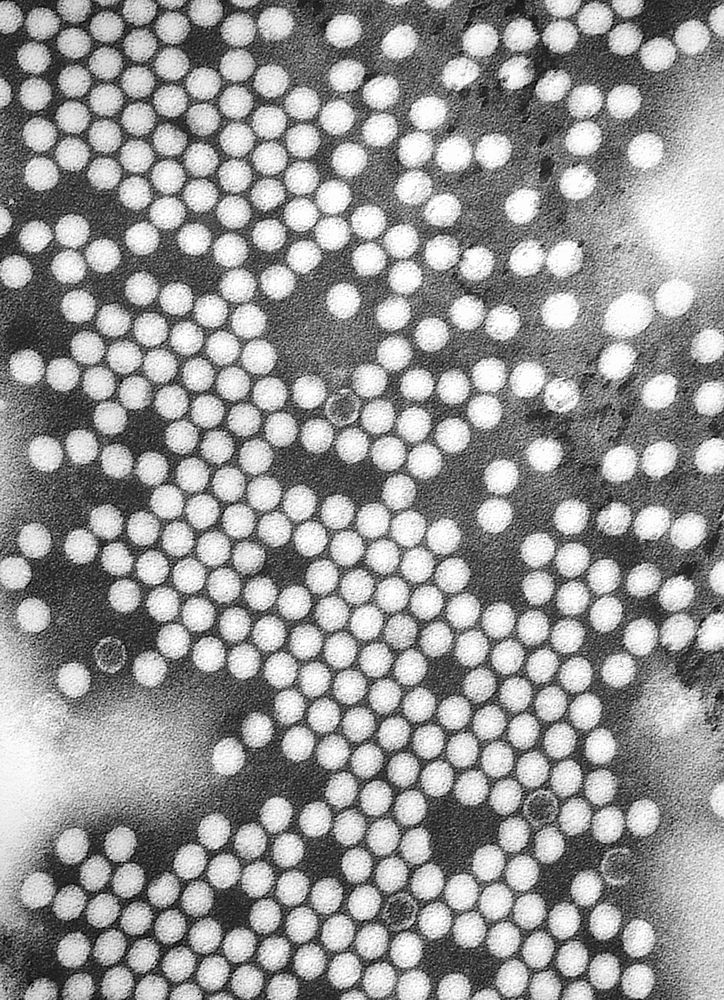
Poliovirus en microscopie électronique en transmission. Document issu de la banque d'images du CDC.

La poliomyélite est causée par les poliovirus, virus à ARN du genre Entérovirus et de la famille des Picornaviridae ; ils ressemblent au virus de l'hépatite A qui ont la même taille et sont de la même famille. Ils ont les mêmes propriétés, les mêmes affinités pour aller s'installer dans l'intestin, la même contamination par la bouche.
L'humain est le seul réservoir du virus. Les poliovirus ont un tropisme préférentiel pour le tractus digestif. Leur structure est très simple, composée d'un génome ribonucléique de sens positif entouré d'une capside. La capside protège le matériel génétique et rend possible l'infection de certains types de cellules par le virus. Trois sérotypes de poliovirus ont été identifiés : poliovirus type 1 (PV1), type 2 (PV2) et type 3 (PV3), chacun différant légèrement des autres par les protéines de sa capside. Tous trois sont extrêmement virulents et produisent les mêmes symptômes. PV1 est la forme la plus régulièrement rencontrée et la plus fréquemment associée à la paralysie.
En de rares circonstances, des poliomyélites peuvent survenir des suites d'infections produites par d'autres entérovirus que les poliovirus. S'il peut « survivre » dans des milieux aqueux (eaux, vase, etc.), le poliovirus — comme tout virus — a besoin de cellules vivantes pour se multiplier : dans le milieu extérieur, faute d'hôtes lui permettant de se multiplier, il est voué à disparaître au bout de quelques mois.

### Transmission
La poliomyélite est très contagieuse et se transmet facilement par contact interhumain. En zone d'épidémie, les souches sauvages de poliovirus sont théoriquement capables d'infecter la totalité de la population humaine. La transmission est habituellement saisonnière sous les climats tempérés, avec un pic en été et en automne. Ces différences saisonnières sont beaucoup moins prononcées sous les climats tropicaux. La période d'incubation, qui sépare la première exposition des premiers symptômes, est habituellement comprise entre six et vingt jours, avec des valeurs extrêmes allant de trois à trente-cinq jours. Des particules virales sont excrétées dans les fèces durant plusieurs semaines après l'infection initiale. La transmission de la maladie est ainsi essentiellement digestive par voie féco-orale, via l'ingestion d'aliments ou d'eau contaminés. Occasionnellement, la maladie peut être transmise par voie oro-orale via la salive, voie qui semble prépondérante dans les zones à haut niveau d'hygiène. La transmission peut se faire par les sécrétions respiratoires (postillons émis lors de toux ou d’éternuements) d’une personne contaminée car celle-ci élimine le virus dans les sécrétions rhinopharyngées pendant les premiers jours de l’infection. La contagiosité est maximale entre les sept à dix jours qui précèdent et les sept à dix jours qui suivent l'apparition des symptômes, mais la transmission est possible tant que le virus persiste dans la salive et les matières fécales.
Parmi les facteurs qui augmentent le risque d'infection ou influencent défavorablement la sévérité de la maladie ont été cités l'immunodépression, la malnutrition, l'amygdalectomie, l'activité physique suivant immédiatement la survenue de la paralysie, l'injection intramusculaire de vaccins ou de médicaments et la grossesse. Bien que le virus franchisse le placenta durant la grossesse, le fœtus semble n'être atteint ni en cas d'infection maternelle ni en cas de vaccination. Les anticorps maternels franchissent également la barrière placentaire, apportant au fœtus une immunité passive protectrice durant la grossesse et les premiers mois de la vie.

### Diffusion dans l'organisme

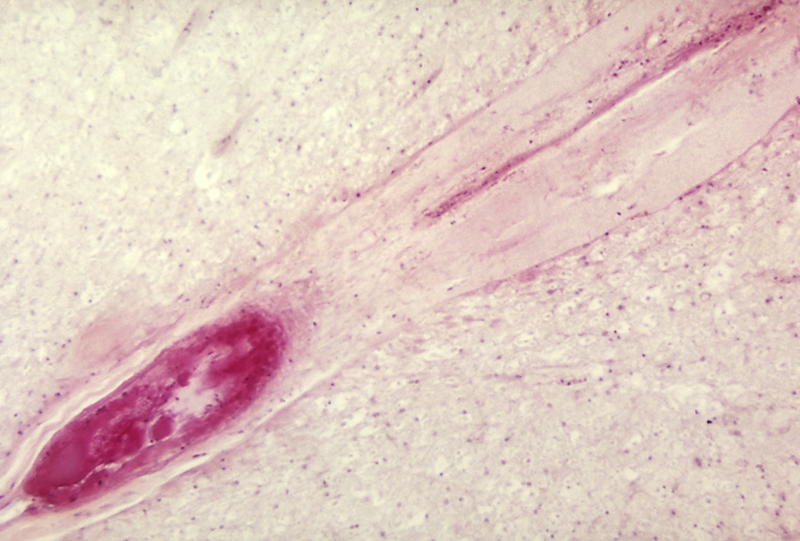
Occlusion d'une artère spinale antérieure lombaire consécutive à l'infection par le PV3.

Le poliovirus pénètre dans l'organisme par la bouche et infecte les premières cellules avec lesquelles il entre en contact dans le pharynx puis dans la muqueuse intestinale. Il infecte les cellules par l'intermédiaire d'une glycoprotéine transmembranaire de la famille des immunoglobulines située à la surface de la cellule, le récepteur CD155 ou récepteur du poliovirus. Le virus prend alors le contrôle des processus génétiques de la cellule hôte et commence sa réplication. Le poliovirus se multiplie au sein des cellules gastro-intestinales durant une semaine environ, puis migre vers les amygdales (spécifiquement les cellules dendritiques folliculaires des centres germinaux amygdaliens), le tissu lymphoïde intestinal (dont les cellules M des plaques de Peyer) et les ganglions lymphatiques cervicaux et mésentériques, où il se multiplie activement. Il peut alors passer dans la circulation sanguine.
La phase de circulation sanguine du virus, ou virémie, permet sa distribution à différents sites de l'organisme. Le poliovirus peut survivre et se multiplier dans le sang et dans la lymphe pendant des périodes prolongées allant parfois jusqu'à 17 semaines. La virémie est responsable du syndrome grippal généralement observé dans la première phase des infections à poliovirus symptomatiques. Dans une faible proportion de cas, il peut migrer et se répliquer dans le tissu adipeux, le système phagocytaire mononucléé et les muscles. Le passage du virus dans le système nerveux central est responsable d'une réponse inflammatoire locale. Dans la plupart des cas, celle-ci est limitée aux méninges et définit une méningite aseptique non paralytique. L'infection du parenchyme cérébral définit une encéphalite aigüe. Le mécanisme par lequel le poliovirus infecte le système nerveux central n'est pas entièrement élucidé en 2005, mais il semble indépendant de l'âge, du sexe et du niveau socioéconomique du sujet.

### Immunisation
Le contact avec le virus (par infection ou par vaccination) est immunisant. Chez les sujets immunisés, des anticorps de type IgA sont sécrétés au niveau des amygdales et de la muqueuse digestive qui sont capables de bloquer la réplication virale. Les IgG et IgM sont protecteurs vis-à-vis de l'atteinte du motoneurone. L'infection ou la vaccination par un sérotype de poliovirus n'immunise pas contre les deux autres, l'immunité complète requiert donc l'exposition à chaque sérotype.

## Épidémiologie

### Facteurs de risque

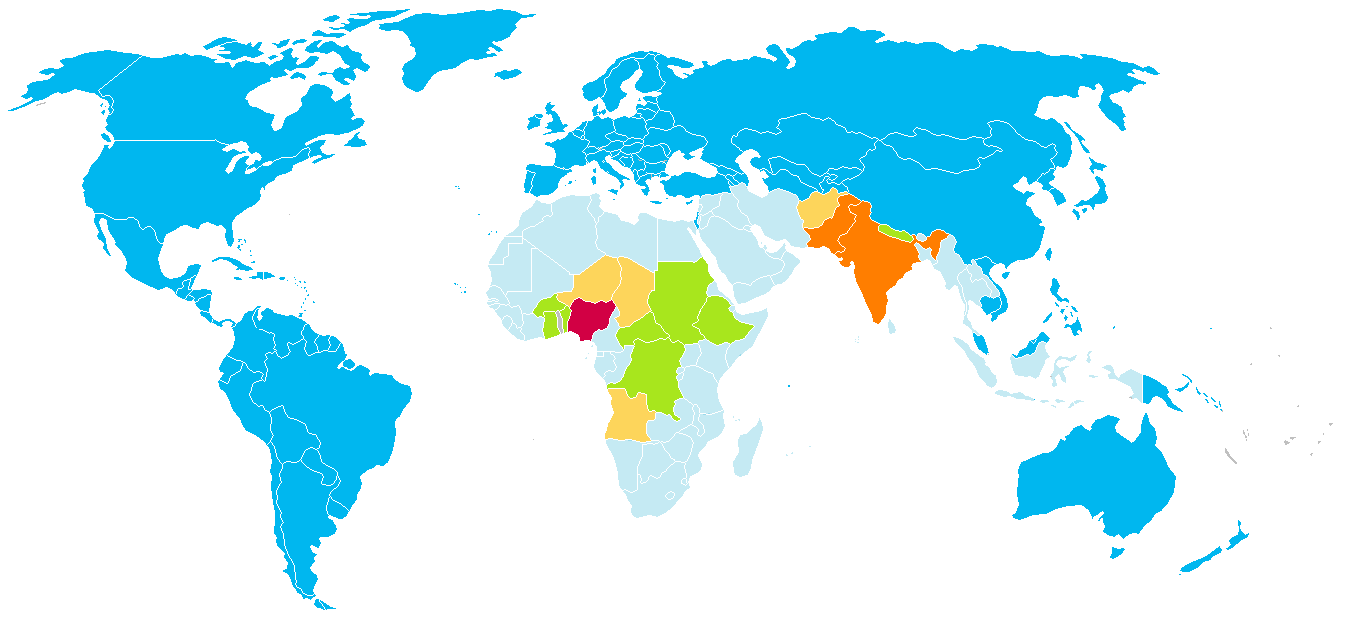
Incidence de la poliomyélite en 2008
♦ Entre 500 et 1 000 cas déclarés
♦ Entre 100 et 499 cas déclarés
♦ Entre 10 et 99 cas déclarés
♦ Moins de 10 cas déclarés
♦ Absence de virus sauvage
♦ Virus officiellement éradiqué

La poliomyélite touche principalement les enfants, sans distinction de sexe. Chez les adultes, les personnes immunodéprimées sont aussi à risque.
Il semble admis que, dans les climats tempérés, la poliomyélite survient le plus souvent en été, tandis que dans les climats tropicaux, il n'y a pas de variabilité saisonnière. Néanmoins, d'après une autre source, la poliomyélite présenterait deux pics de transmission en Afrique, de février à mai et d'août à novembre, le deuxième pic étant plus important ; tandis que dans les pays à climat tempérés, la transmission serait plus élevée en hiver.
Concernant la mortalité, pour la poliomyélite paralytique, elle est plus élevée chez l'adulte, mesurée à 15-30 %, contre 2-5 % chez l'enfant. Pour la forme bulbaire, le taux est plus élevé que pour la forme paralytique, il est mesuré aux alentours de 25-75 %.

### Situation actuelle

Situation de la poliomyélite en 2018
Cas endémiques : 33.
Cas importés
Cas dérivés du vaccin : 104.

Dans le monde, la polio (virus sauvage) a été déclarée officiellement éradiquée aux Amériques (1994), dans le Pacifique occidental (2000), en Europe (2002), dans l'Asie du Sud-Est, l'Inde (2014), en Afrique (2020) et ne subsiste plus qu'au Pakistan et en Afghanistan. En France, le dernier cas de poliomyélite autochtone remonte à 1989 et le dernier cas importé a été déclaré en 1995.
Le virus sauvage type 2 a été certifié éradiqué en 2015 (dernier cas en 1999), et le sauvage type 3 en 2019 (dernier cas en 2012). À cette date, le virus type 1 est ainsi le seul type de virus sauvage encore en circulation.
Cependant avec la baisse des cas par virus sauvage, le nombre de cas par virus vaccinaux est devenu majoritaire.
En 2018, 33 cas mondiaux par virus sauvage ont été notifiés (21 en Afghanistan et 12 au Pakistan), et 104 par virus vaccinal (77 en Afrique et 27 en Asie).
En 2019, on compte 176 cas par virus sauvage, 29 en Afghanistan et 147 au Pakistan, et 378 cas par virus vaccinal dans 19 pays.
En 2020, on compte 140 cas par virus sauvage, 56 en Afghanistan et 84 au Pakistan, et 1 039 cas par virus vaccinal dans 26 pays pour la plupart africains.

## Clinique
| Forme                     | Proportion de cas         |
| ------------------------- | ------------------------- |
| Forme asymptomatique      | 72 %                      |
| Symptômes mineurs         | 24 %                      |
| Méningite non paralytique | 1–5 %                     |
| Forme paralytique         | < 1 %                     |
| - spinale                 | 79 % des cas paralytiques |
| - bulbospinale            | 19 % des cas paralytiques |
| - bulbaire                | 2 % des cas paralytiques  |

Chez la plupart des sujets immunocompétents, l'infection à poliovirus reste asymptomatique, les anticorps neutralisants, sécrétés au niveau digestif, assurent en effet un rôle protecteur vis-à-vis du virus. Le terme « poliomyélite » se réfère à une infection symptomatique causée indistinctement par les trois sérotypes de poliovirus. Deux formes principales d'infection symptomatique sont décrites : une forme extra-neurologique parfois qualifiée de « poliomyélite abortive » (97 % des cas) d'évolution le plus souvent favorable, et une forme neurologique avec atteinte du système nerveux central (3 % des cas environ) qui peut être paralytique ou non paralytique,,.

### Formes extra-neurologiques
Si le virus franchit la barrière digestive, l'infection se traduit par des manifestations générales mineures et non spécifiques allant de l'infection des voies respiratoires (maux de gorge, toux, fièvre) aux signes digestifs (nausées, vomissements, douleurs abdominales, constipation ou, rarement, diarrhée) en passant par le syndrome grippal. Myocardite et péricardite sont possibles et parfois associées.

### Formes neuroméningées non paralytiques
Le virus atteint le système nerveux central dans environ 3 % des cas, parmi lesquels une majorité développe un syndrome méningé fébrile (céphalées, douleurs cervicales et dorsales, fièvre, nausées, vomissements, léthargie) traduisant une méningite à liquide cérébrospinal clair, d'évolution favorable. L'absence de paralysie est alors la règle,. Les formes encéphalitiques sont rares et surviennent presque exclusivement chez les nourrissons, s'accompagnant d'une fièvre élevée, de modifications du comportement, de crises convulsives généralisées et de paralysie spastique. Une paralysie faciale périphérique isolée est possible.

### Poliomyélite antérieure aigüe

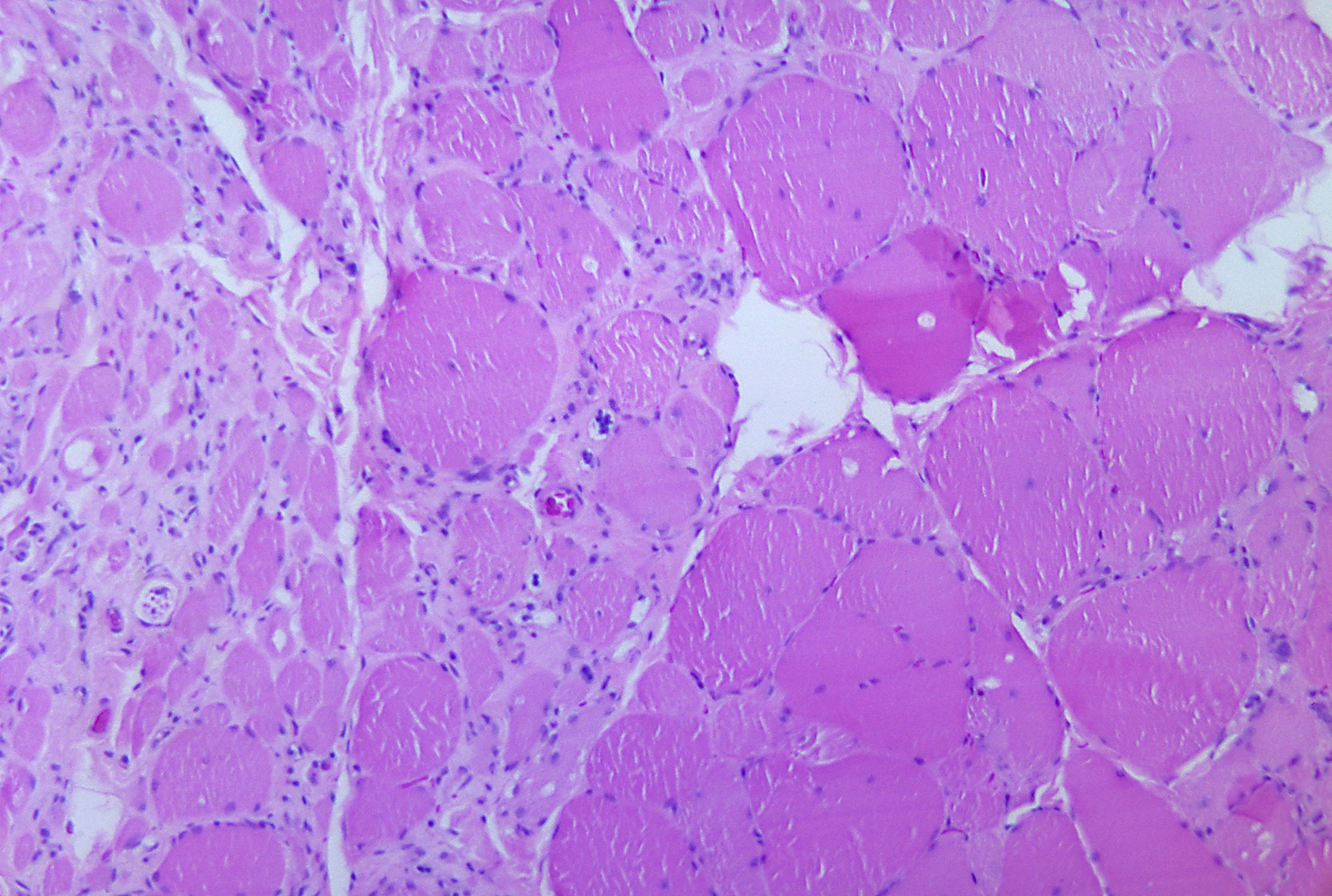
La dénervation du tissu musculaire squelettique secondaire à l'infection par le poliovirus peut conduire à la paralysie.

Entre 1 sujet sur 200 et 1 sujet sur 1 000 évolue vers une maladie paralytique qui se traduit par la survenue d'une faiblesse musculaire croissante jusqu'à la paralysie complète. Après incubation, la maladie se traduit par un syndrome infectieux fébrile non spécifique (pharyngite, troubles digestifs) suivi de l'installation rapide, en quelques heures, de paralysies flasques sans atteinte sensitive. L'atteinte est toujours asymétrique.
Le poliovirus migre le long des trajets nerveux et atteint les motoneurones de la corne antérieure de la moelle spinale, du tronc cérébral ou du cortex moteur dans lesquels il se réplique et qu'il détruit. La paralysie qui en résulte définit la poliomyélite paralysante, dont les diverses variantes (spinale, bulbaire, spinobulbaire) diffèrent par l'étendue des dommages causés aux motoneurones, par l'inflammation subséquente et par les régions du système nerveux central qui sont touchées. Les lésions s'étendent au ganglion spinal, parfois à la formation réticulée, aux noyaux vestibulaires, au vermis cérébelleux et aux noyaux gris centraux. L'inflammation associée à la destruction neuronale altère souvent la couleur et l'apparence de la substance grise de la moelle spinale, qui apparaît rougeâtre et tuméfiée. Des lésions du prosencéphale sont également associées à la poliomyélite paralytique, touchant particulièrement le thalamus et l'hypothalamus. En 2008, les mécanismes moléculaires qui conduisent à la paralysie restent mal compris.
La propension à développer une poliomyélite paralytique augmente avec l'âge, de même que le risque de paralysie étendue. Chez les enfants, la méningite non paralytique est la conséquence la plus fréquente de l'infection du système nerveux central. La paralysie ne survient que dans 1 cas sur 1 000 et, avant l'âge de cinq ans, ne concerne généralement qu'un membre inférieur. Chez l'adulte, la paralysie survient dans 1 cas sur 75. Elle s'étend plus volontiers aux muscles du thorax et de l'abdomen, voire aux quatre membres (quadriplégie). Le taux de paralysie varie également selon le sérotype viral. Ainsi le PV1 (poliovirus 1) en est-il le premier pourvoyeur (1 cas sur 200) devant le PV3 et le PV2 (1 cas sur 2 000).

#### Symptomatologie précoce
La poliomyélite antérieure aigüe se traduit par une symptomatologie précoce qui associe fièvre élevée, céphalées, raideur cervicale et dorsale, myalgies, faiblesse asymétrique de plusieurs muscles, sensibilité au toucher, troubles de la déglutition, disparition des réflexes ostéotendineux, paresthésies, irritabilité, constipation, difficultés mictionnelles. La paralysie survient en général de un à dix jours après le début des symptômes, progresse durant deux ou trois jours, et cesse de s'étendre au moment de la défervescence.

#### Poliomyélite spinale

Localisation des motoneurones (en rouge) dans la corne antérieure du cordon médullaire (ici en région cervicale).

La poliomyélite spinale est la forme la plus courante de poliomyélite paralytique. Elle résulte de l'invasion par le poliovirus des motoneurones de la corne antérieure de la moelle spinale (partie ventrale de la substance grise), qui véhiculent l'ordre transmis par le cortex moteur et sont responsables des mouvements. Les nerfs moteurs spinaux innervent les muscles du tronc (dont les muscles intercostaux et le diaphragme) et des membres.
L'infection virale cause une inflammation des cellules nerveuses, conduisant à la destruction partielle ou totale du ganglion des motoneurones. La mort des motoneurones entraîne leur dégénérescence wallérienne. Les cellules musculaires ne recevant plus de signaux en provenance du cortex moteur ni de la moelle spinale s'atrophient, s'affaiblissent et deviennent rapidement inactives. La destruction partielle totale de l'innervation d'un muscle détermine l'intensité de sa paralysie. L'évolution vers une paralysie maximale est rapide (de deux à quatre jours) et s'associe généralement à une fièvre et des myalgies. L'arc du réflexe ostéotendineux étant interrompu, les réflexes ostéotendineux sont abolis. En revanche, l'intégrité des nerfs sensitifs permet la préservation de la somesthésie.
La distribution de la paralysie spinale dépend de l'étage médullaire atteint, qui peut être cervical, thoracique, lombaire ou combiné. L'atteinte peut être bilatérale, mais elle est toujours asymétrique. La paralysie est souvent plus marquée pour les muscles proximaux (proches de la racine des membres) que pour les muscles distaux (doigts et orteils).

#### Poliomyélite bulbaire

Anatomie de la moelle allongée (en orange)

La poliomyélite bulbaire représente 2 % des cas de poliomyélite paralytique. Elle est la conséquence de l'invasion et de la destruction par le poliovirus des motoneurones de la région bulbaire du tronc cérébral qui entraîne la paralysie des muscles innervés par les nerfs crâniens, des signes d'encéphalite, des difficultés respiratoires, des troubles de la phonation et de la déglutition. Les trois nerfs crâniens les plus critiques sont le nerf glossopharyngien (IXe paire), qui contrôle les mouvements de l'oropharynx et la déglutition, le nerf vague (Xe paire) qui joue notamment un rôle majeur dans la phonation et le nerf accessoire (XIe paire) qui innerve le sternocléidomastoïdien et le trapèze. L'atteinte du nerf trijumeau (Ve paire) et du nerf facial (VIIe paire) expose à des troubles de la mastication et à une paralysie faciale. L'atteinte des nerfs oculomoteurs (IIIe et VIe paires) entraîne une diplopie.

#### Poliomyélite spinobulbaire
Forme combinée des deux précédentes, la poliomyélite spinobulbaire représente 19 % des cas de poliomyélite paralytique. Elle est parfois qualifiée de « poliomyélite respiratoire ». Le virus s'attaque à la partie supérieure de la moelle cervicale (de C2 à C5) exposant à la paralysie diaphragmatique par atteinte du nerf phrénique. Cette forme redoutable peut ainsi nécessiter le recours à la ventilation mécanique. Elle peut conduire également à la paralysie des membres, à des troubles de la déglutition et de la fonction cardiaque.

### Évolution
La guérison est la règle chez les sujets porteurs d'une poliomyélite abortive. En cas de méningite aseptique, les symptômes peuvent persister de deux à dix jours mais l'évolution est presque toujours favorable. En cas de poliomyélite spinale, la paralysie est définitive si l'innervation motrice du muscle est entièrement détruite. Les cellules endommagées mais survivantes peuvent récupérer une partie de leur fonctionnement quatre à six semaines après les premiers signes. La moitié des patients atteints de poliomyélite spinale récupère totalement, un quart récupère avec des séquelles modérées et un quart présente un handicap sévère. Le degré de paralysie à la phase aiguë et de paralysie résiduelle semble proportionnel à l'intensité de la virémie, et inversement proportionnel au degré d'immunité. La poliomyélite spinale est rarement mortelle.
En l'absence d'assistance respiratoire, les formes s'accompagnant d'atteinte respiratoire évoluent vers les pneumopathies d'inhalation et vers l'asphyxie. Au total, de 5 à 10 % des poliomyélites paralytiques évoluent vers la mort par paralysie des muscles respiratoires. Le taux de mortalité varie selon l'âge : de 2 à 5 % des enfants et de 15 à 30 % des adultes décèdent des suites de la maladie. La poliomyélite bulbaire est la plus meurtrière, constamment mortelle en l'absence de traitement et d'assistance respiratoire et tuant de 25 à 75 % des patients pris en charge,. La ventilation mécanique en pression positive, méthode de ventilation artificielle de référence en 1994, permet de réduire la mortalité à 15 %.

#### Syndrome post-poliomyélite
Trente à quarante ans après la phase aiguë de la maladie, alors que leur état général est depuis longtemps stabilisé, les malades peuvent ressentir une grande fatigue, une faiblesse musculaire progressive et des douleurs articulaires. Parfois ces symptômes s'accompagnent de difficultés respiratoires ou d'atrophie musculaire : c'est le syndrome post-poliomyélite, décrit pour la première fois par les neurologues Jean-Martin Charcot et Fulgence Raymond en 1875, mais qui n'a été ainsi nommé que dans les années 1980. Il toucherait un survivant sur deux. En 2002, 55 000 personnes auraient des séquelles de poliomyélite en France, 700 000 en Europe et plus d'un million aux États-Unis.
Le Dr Richard L. Bruno signale la similitude du syndrome post-poliomyélite avec le syndrome de fatigue chronique ; ce serait la conséquence de lésions cérébrales en rapport avec une infection préalable par un poliovirus ou un autre type de virus.

### Chez les singes
L'humain est le seul hôte naturel connu chez qui le virus provoque la maladie, ce qui a permis d'envisager un programme d'éradication. Si, dès 1909, il est établi que les singes de certaines espèces peuvent développer la maladie à la suite d'inoculations, il a fallu du temps pour déterminer non seulement la sensibilité de chaque espèce de singe au virus — et à ses différents sérotypes — mais aussi pour savoir s'ils peuvent héberger le virus et être source de contagion en conditions naturelles : en 1948, cet inventaire se poursuit encore,.
Les singes et les chimpanzés développent une paralysie lorsque le virus est inoculé dans leur cerveau ou leur moelle spinale. Les chimpanzés et les singes Cynomolgus (macaques crabiers) peuvent être infectés par la voie orale, mais ne présentent qu'exceptionnellement des signes cliniques. Ils peuvent parfois développer une virémie et, en des cas très rares, une paralysie. Une poliomyélite paralytique a été décrite chez des chimpanzés, des orang-outans et des gorilles en captivité, ainsi que chez des chimpanzés sauvages. Cependant, ces espèces sont probablement des hôtes accidentels et leurs populations vivant à l’état sauvage sont trop petites et trop dispersées géographiquement pour pouvoir permettre la transmission du poliovirus ou constituer une menace de réintroduction du virus dans les populations humaines une fois éradication obtenue.
Les singes rhésus (Macaca Mulatta) font partie de ces rares espèces de singes qui ne développent pas d'infection à la suite de l'ingestion du poliovirus (qui ne se développe tout simplement pas dans son appareil digestif). Si Flexner a défendu son hypothèse erronée de neurotropisme exclusif, c'est en grande partie dû au fait qu'il avait justement expérimenté sur ces singes rhésus.
Des sérums neutralisant le poliovirus ont été retrouvés chez d’autres vertébrés, par exemple chez des vaches, des chevaux, des poulets, des chiens, des chèvres et des moutons, mais sans signes d’infection.

## Diagnostic

### Examens complémentaires
L'analyse du liquide cérébrospinal (LCS) recueilli par ponction lombaire révèle un liquide clair, une hypercytose (nombre élevé de cellules dans un liquide organique) modérée à prédominance de lymphocytes, une glycorachie normale, une protéinorachie normale ou modérément augmentée, traduisant une méningite aseptique. Répété 15 jours plus tard, l'examen montre généralement une régression du nombre de cellules et une majoration de la protéinorachie. Le recours à la ponction lombaire n'est toutefois pas dénué de risque, notamment en période épidémique avérée.
La sérologie poliomyélitique est sensible et précoce, mais le diagnostic de certitude nécessite la mise en évidence directe du poliovirus sur un écouvillonnage pharyngé, dans les selles ou dans le LCS. Celle-ci n'est pratiquée que de façon exceptionnelle en zone d'endémie car coûteuse et non indispensable. Elle s'avère nécessaire en revanche dans les cas douteux, et particulièrement dans les régions où la maladie a disparu. L'identification du matériel génétique viral par réaction en chaîne par polymérase permet en outre de distinguer les souches sauvages des souches vaccinales utilisées pour la vaccination orale. Cette distinction est importante puisque pour chaque cas rapporté de poliomyélite paralytique, on estime qu'il existe 200 à 3 000 autres cas asymptomatiques mais contagieux.

### Diagnostic différentiel
Le diagnostic différentiel est très difficile dans les formes non paralytiques, cette maladie passant souvent pour une infection banale rhinopharyngée ou digestive. Lorsqu'il existe un syndrome méningé, il ne diffère pas des autres méningites virales.
La poliomyélite paralytique est cliniquement suspectée devant la survenue aigüe de paralysies flasques d'un ou de plusieurs membres avec diminution ou abolition des réflexes ostéotendineux, sans atteinte sensitive ni trouble des fonctions cognitives. D'autres caractéristiques cliniques d'une paralysie flasque aiguë pouvant orienter vers une poliomyélite peuvent être le caractère asymétrique, la rapidité de progression, l'association à de la fièvre et la survenue de séquelle. Le diagnostic est évoqué facilement chez les autochtones des zones endémiques, plus rarement chez les sujets voyageurs non immunisés.
Le diagnostic de poliomyélite nécessite l'exclusion d'une autre cause notamment inflammatoire (syndrome de Guillain-Barré, Myélite transverse aigüe) ou mécanique (compression médullaire ou radiculaire, traumatisme lié à une injection intramusculaire). D'autres types d'entérovirus pourraient causer une paralysie de type poliomyélitique. Des arboviroses peuvent aussi être évoquées. La fièvre du Nil occidental en est un exemple,. On peut également citer des maladies d'origine bactérienne comme la diphtérie ou le botulisme. D'autres diagnostics peuvent être évoqués tels que le syndrome de Kugelberg-Welander ou une dystrophie myotonique.

## Traitement
La médecine ne reconnaît pas de traitement curatif de la poliomyélite. Les formes extra-neurologiques et les méningites aseptiques, si elles sont diagnostiquées comme telles, ne relèvent que de mesures symptomatiques. En cas de poliomyélite paralytique, les objectifs de la prise en charge thérapeutique portent sur l'atténuation des symptômes, l'accélération de la récupération et la prévention des complications. Le traitement comporte des antalgiques pour lutter contre la douleur, des antibiotiques pour traiter les surinfections bactériennes, l'exercice physique modéré et un régime alimentaire adapté. Le traitement nécessite souvent une convalescence prolongée assortie d'une rééducation physique, de l'utilisation d'orthèse, de chaussures orthopédiques, d'aide à la mobilité (chaise roulante, canne…) et, dans certains cas, d'interventions orthopédiques.

## Prévention
La prévention non spécifique repose essentiellement sur le respect des règles d'hygiène alimentaire et sur la propreté des mains. La vaccination constitue le seul moyen de prévention spécifique.
En France, l'obligation vaccinale concernant la poliomyélite est instituée par la loi no 64-643 du 1er juillet 1964 et par plusieurs décrets d'application, comme celui no 65-213 du 19 mars 1965,.
Deux vaccins antipoliomyélitiques sont disponibles : l'un inactivé administré par injection sous-cutanée ou intramusculaire, l'autre vivant atténué administré par voie orale. Les deux confèrent une immunité efficace contre l'infection à poliovirus mais le vivant atténué confère une meilleure immunité du tube digestif.

### Vaccin injectable

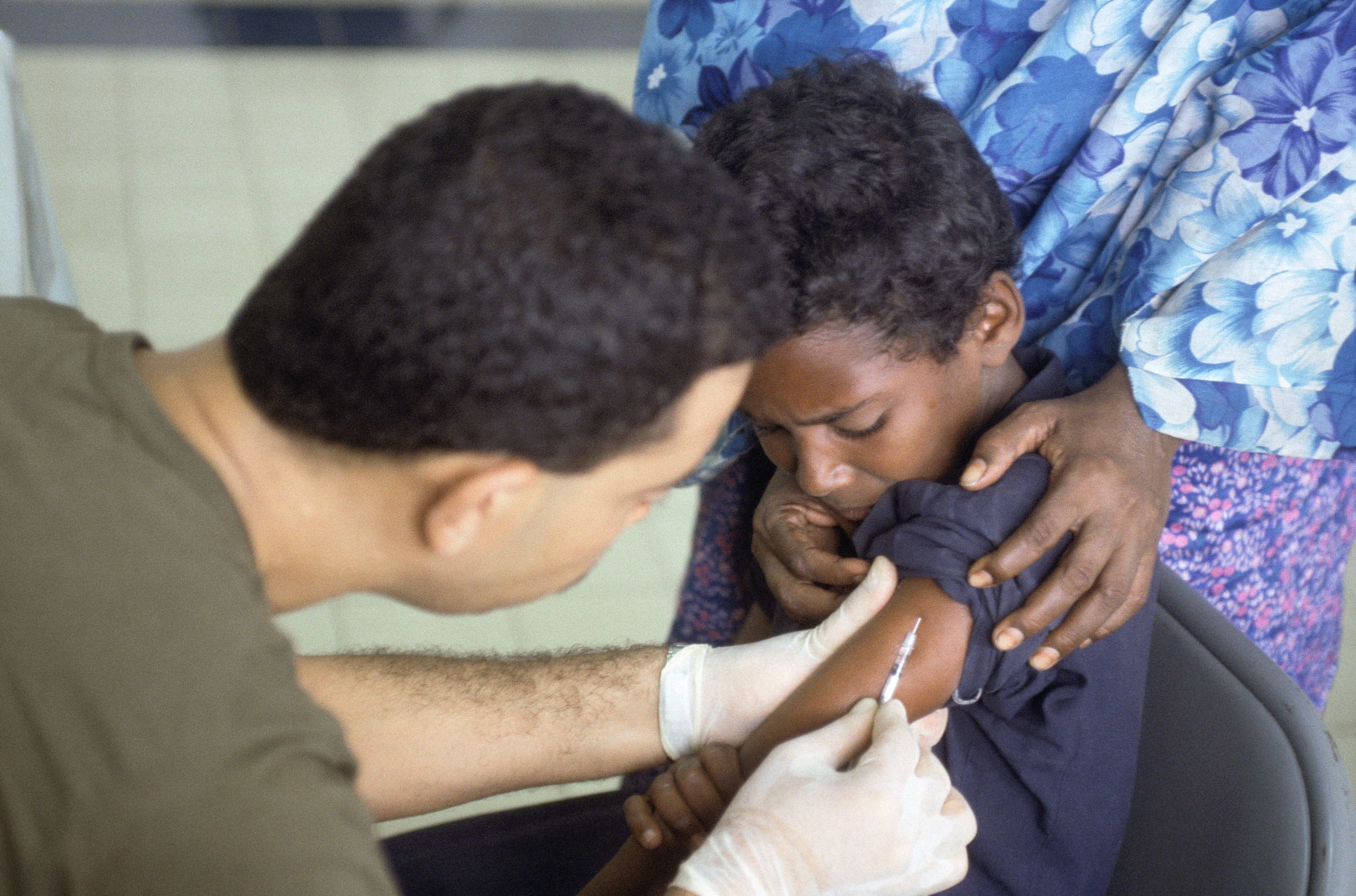
Un garçon reçoit une injection de vaccin antipoliomyélitique.

Le vaccin antipoliomyélitique injectable (VPI), à virus inactivé, a été développé en 1952 par l'équipe de Jonas Salk et officiellement annoncé le 12 avril 1955. Il a été élaboré à partir de poliovirus cultivés sur lignée cellulaire simienne, puis inactivés chimiquement par le formaldéhyde. Il confère une immunité protectrice chez 90 % des sujets après deux injections et chez plus de 99 % des sujets après trois injections. Trivalent, il protège contre les trois souches de poliovirus (PV1, PV2 et PV3). Il peut être administré dès l'âge de six semaines.
Ce vaccin « induit essentiellement une immunité sérique mais peu, voire aucune, immunité locale. Il n'a de ce fait qu'un effet très limité sur la multiplication intestinale, sur l'excrétion du virus, et donc sur le nombre potentiel de porteurs du virus ». Même si le VPI exige des injections de rappel et est d'un coût supérieur au vaccin vivant atténué, il est encore utilisé car le vaccin oral ne peut suffire sous certaines conditions.
Malgré la faible immunité locale induite, le VPI s'est montré capable d'éliminer la poliomyélite dans les pays industrialisés qui l'ont utilisé exclusivement (Pays-Bas, Suède et Finlande). Le VPI est à utiliser en cas de risque imminent d’exposition au poliovirus, comme première intention, et non pour lutter contre une apparition de la maladie (épidémie)[Pas dans la source].

#### Contre-indications et effets indésirables
Le vaccin injectable est contre-indiqué en cas d'allergie à l'un de ses constituants et déconseillé en cas d'infection intercurrente. Les effets indésirables sont des réactions localisées au point d’injection à type de douleur, tuméfaction ou rougeur. D'après la National Academy of Medicine, aucun évènement indésirable grave n’a été associé au vaccin.

### Vaccin oral

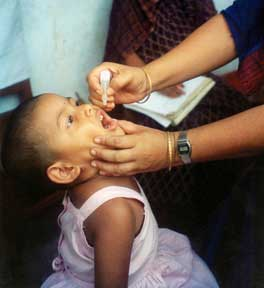
Administration du vaccin oral à un enfant.

Le vaccin antipoliomyélitique oral (VPO) a été mis au point en 1957 par Albert Sabin. Il utilise un poliovirus vivant mais atténué par un passage répété dans des cellules non humaines à des températures infraphysiologiques. Il a été testé dès 1957 et a été autorisé en 1962. Administré par voie orale, il reproduit une infection digestive de faible effet et entraîne la synthèse active d'anticorps protecteurs par la barrière digestive.
Les vaccins antipoliomyélitiques oraux monovalents (VPOm) sont spécifiques contre les poliovirus sauvages de type 1 (VPOm1), 2 (VPOm2) et 3 (VPOm3).
Le vaccin antipoliomyélitique oral trivalent (VPOt), contre les 3 types de poliovirus sauvages, est d'efficacité comparable au vaccin atténué VPO (95 % de protection après trois doses). Il peut être administré dès la naissance. Peu coûteux, efficace et facile à administrer, le vaccin oral est le mieux adapté à la vaccination de masse et est le plus employé dans le monde, particulièrement dans les pays en voie de développement. Des phénomènes d'interférence virale sont parfois responsables d'échecs.
Le vaccin antipoliomyélitique oral bivalent (VPOb), contre les sérotypes 1 et 3, d'après des données de l'OMS en 2009, donne des résultats similaires au VPOm, mais est plus efficace que le VPOt sur ces 2 types de virus.

#### Contre-indications et effets indésirables
Ils sont contre-indiqués, comme tout vaccin vivant, chez les sujets immunodéficients et chez les femmes enceintes.
De rares cas de poliomyélite paralytique liée au vaccin peuvent survenir chez les individus vaccinés ou dans leur entourage proche. Par ailleurs, des virus dérivés des souches vaccinales (PVDV) peuvent apparaître dans des zones de couverture vaccinale faible. Ceux-ci peuvent être responsables d'épidémies (PVDVc - circulant) ou persister à long terme chez des individus ayant un déficit immunitaire touchant les lymphocytes B (PVDVi - associé à une immunodéficience). Enfin, d'autres cas sont identifiés isolément et sans contexte de déficit immunitaire (PVDVa - ambigu),.
Ainsi en 2013, le PVDVc était retrouvé chez 117 cas et 27 contacts dans 7 pays, le PVDVi touchait 10 nouvelles personnes dans 8 pays tandis que le PVDVa était retrouvé chez 11 personnes dans 13 pays. Ces cas sont relativement rares ; entre 2005 et 2015, près de 500 cas de paralysie sur 2,5 milliards d'enfants vaccinés. La détection de ces souches nécessite en principe une intensification de la campagne de vaccination,,.
La majorité des cas est liée au virus dérivé du type 2 du virus sauvage (PVDV2). Aussi l'OMS prévoit de retirer cette valence du vaccin, ce d'autant que le dernier cas détecté de poliovirus sauvage de type 2 date de 1999. Un préalable serait toutefois l'arrêt de la circulation de la souche dérivée. Dans l'attente, pour diminuer le risque, une autre possibilité est de remplacer une des doses du vaccin par une dose de VPI,,.

### Choix du vaccin
Dans les pays endémiques, le vaccin oral trivalent n'est plus utilisé depuis avril-mai 2016, il est remplacé par le vaccin oral bivalent 1 et 3, lequel est prévu pour être abandonné en 2019-2020, car l'OMS propose un passage universel au vaccin inactivé injectable (au moins une dose en intramusculaire ou en intradermique). Au 31 août 2016, 173 des 194 pays membres de l'OMS (soit 89 %) utilisent le vaccin polio injectable.
En 2020, l'OMS recommande toujours que tous les enfants du monde soient vaccinés bien que le virus polio sauvage ne circule plus qu'en Afghanistan et au Pakistan. Et justifie cette position par le fait que le virus polio dérivé de souche vaccinale circule encore dans 16 pays de la région africaine et que « tant que toutes les souches ne seront pas éradiquées dans le monde, les progrès incroyables faits contre la poliomyélite seront menacés ».

## Patients renommés
- L'empereur romain Claude a été considéré comme atteint par la poliomyélite par les auteurs du milieu du XXe siècle[199]. Dans la mesure où il n'a pas présenté de difformité, l'empereur aurait plutôt été atteint d'infirmité motrice cérébrale[200],[201].
- Vraisemblablement l'écrivain Walter Scott[202]. À l'âge de deux ans, il présente au cours de sa poussée dentaire « une fièvre sévère qui le priva de la force de sa jambe droite »[203].
- Le président américain Franklin Delano Roosevelt[204] a cru être atteint en 1921 ; il est plus probable qu'il ait souffert d'un syndrome de Guillain-Barré.
- Le musicien Neil Young[205]
- La peintre Frida Kahlo[206]
- Le violoniste Itzhak Perlman[204]
- L'écrivain Arthur C. Clarke[204]
- Le cinéaste Francis Ford Coppola[207]
- L'actrice Mia Farrow[204]
- L'acteur Jean Lefebvre[208]
- L'auteur et dessinateur de bande dessinée français Charlie Schlingo[209]
- L'homme d'affaires Franklin Clarence Mars[204]
- Le joueur de golf Jack Nicklaus[204]
- Probablement le pharaon Siptah (XIXe dynastie)[204]
- L'athlète américaine Wilma Rudolph[210].
- Albert Craig, Cecil Spence et Lascele Bulgin constituant le trio vocal de reggae jamaïcain Israel Vibration[211].
- Le danseur hip-hop Junior Bosila Banya[212]
- June Middleton, une australienne qui vécut 60 ans dans un poumon d'acier après avoir contracté la maladie[213].
- La danseuse étoile Tanaquil Le Clercq, la maladie interrompant sa carrière à 27 ans[214].